# Hülya Şenyurt
Hulya Senyurt (ur. 10 października 1973 w Ordu) – turecka judoczka. Brązowa medalistka olimpijska z Barcelony.
Walczyła w kategorii do 48 kg. Oprócz igrzysk w Barcelonie wystąpiła na igrzyskach w 1996 roku, zajmując tam 17. miejsce. W swojej karierze zdobyła brązowy medal mistrzostw Europy w judo w 1993 roku. W swoimi dorobku ma również dwa medale mistrzostw Europy juniorów.